# Parábola da figueira estéril

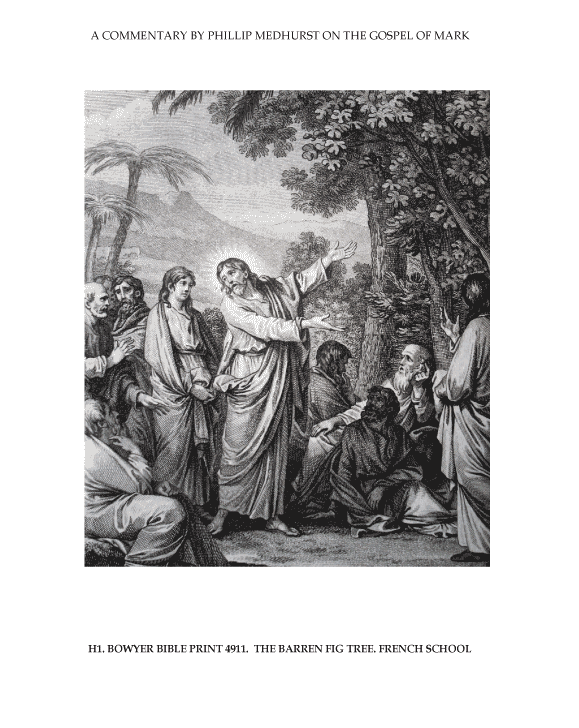
Figueira estéril
Gravura na Bowyer Bible.

A Parábola da Figueira Estéril é uma parábola contada por Jesus no Novo Testamento e encontrada apenas em Lucas 13:6-9. A parábola envolve uma figueira, assim como a Parábola da Figueira, e elas não devem ser confundidas.

## Narrativa bíblica
Em Lucas, a parábola segue:
| “ | «E passou a narrar esta parábola: Certo homem tinha uma figueira plantada na sua vinha; e indo procurar fruto nela, e não o achou. Disse então ao viticultor: Eis que há três anos venho procurar fruto nesta figueira, e não o acho; corta-a; para que ocupa ela ainda a terra inutilmente? Respondeu-lhe ele: Senhor, deixa-a este ano ainda, até que eu cave em derredor, e lhe deite estrume; e se no futuro der fruto, bem; mas, se não, cortá-la-ás.» (Lucas 13:6–9) | ” |

## Interpretação

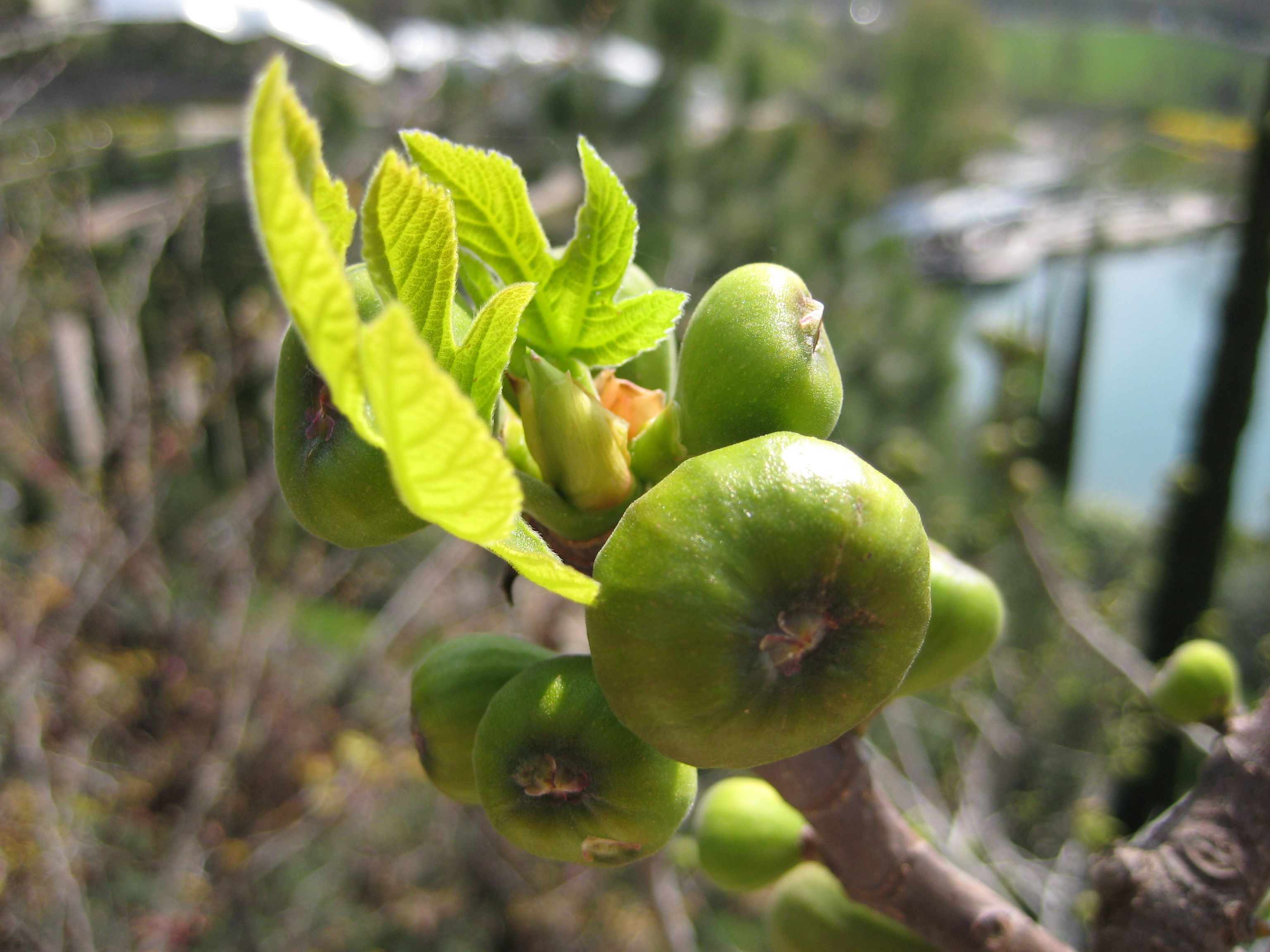
Imagem de uma Figueira

Nesta parábola, o proprietário é geralmente considerado como a representação de Deus, o jardineiro (agricultor), Jesus. As figueiras foram muitas vezes plantadas nos vinhedos.
A figueira era um símbolo comum para Israel, e também pode ter esse significado aqui, ou a árvore da parábola pode referir-se à liderança religiosa. Em ambos os casos, a parábola reflete Jesus oferecendo a seus ouvintes uma última chance para o arrependimento. O período de tempo limitado mencionado proporciona uma urgência escatológica.
A parábola tem sido ligada ao milagre da maldição da figueira. O teólogo inglês Richard Whately, comentou que esta parábola "é uma das quais nosso Senhor pode ter dito antes de colocar os seus ouvintes por duas vezes, uma vez nas palavras, uma vez em ação".

## Autenticidade
Apesar de a parábola ser encontrada apenas no evangelho de Lucas, não há discussões sobre a sua autenticidade e a maioria dos membros do Seminário Jesus entende que é autêntica.